# Tre Valli Varesine 1972
La Tre Valli Varesine 1972, cinquantaduesima edizione della corsa, si svolse il 29 luglio 1974 su un percorso di 245,6 km. La vittoria fu appannaggio dell'italiano Giacinto Santambrogio, che completò il percorso in 5h56'49", precedendo i connazionali Marino Basso e Michele Dancelli.
Sul traguardo 53 ciclisti, sui 81 partiti, portarono a termine la competizione.

## Ordine d'arrivo (Top 10)
| Pos. | Corridore             | Squadra              | Tempo    |
| ---- | --------------------- | -------------------- | -------- |
| 1    | Giacinto Santambrogio | Salvarani            | 5h56'49" |
| 2    | Marino Basso          | Salvarani            | a 22"    |
| 3    | Michele Dancelli      | Scic                 | s.t.     |
| 4    | Franco Bitossi        | Filotex              | s.t.     |
| 5    | Tomas Pettersson      | Ferretti             | s.t.     |
| 6    | Davide Boifava        | Zonca-Santini        | s.t.     |
| 7    | Wladimiro Panizza     | Zonca-Santini        | s.t.     |
| 8    | Luigi Castelletti     | Salvarani            | s.t.     |
| 9    | Giuseppe Perletto     | Zonca-Santini        | a 32"    |
| 10   | Claudio Michelotto    | G.B.C.-Itla-TV Color | s.t.     |